# Sports Racing World Cup 1999
Navigation
Édition précédente Édition suivante
La saison 1999 de l'International Sports Racing Series est la troisième édition de cette compétition, mais changera de nom juste avant la troisième manche, pour devenir Sports Racing World Cup , en raison de la reconnaissance du championnat par la FIA, en Anglais "FIA Authorised Series" .  Elle se déroule du 28 mars au 28 novembre 1999. Elle comprend neuf manches de 2 Heures 30 minutes chacune.

## Calendrier
| N° | Date         | Course                             | Circuit                       | Lieu             | État, Pays              |
| -- | ------------ | ---------------------------------- | ----------------------------- | ---------------- | ----------------------- |
| 1  | 28 mars      | Trophée ISRS de Barcelone          | Circuit de Catalogne          | Montmeló         | Espagne                 |
| 2  | 11 avril     | 500 kilomètres de Monza            | Autodromo Nazionale di Monza  | Monza            | Italie                  |
| 3  | 16 mai       | 500 kilomètres de Spa              | Circuit de Spa-Francorchamps  | Francorchamps    | Belgique                |
| 4  | 27 juin      | 2 Heures 30 minutes de Pergusa     | Autodromo di Pergusa          | Enna             | Italie                  |
| 5  | 18 juillet   | RAC Tourist Trophy                 | Donington Park                | Castle Donington | Angleterre, Royaume-Uni |
| 6  | 1er août     | 2 Heures 30 minutes de Brno        | Circuit de Masaryk            | Brno             | République tchèque      |
| 7  | 5 septembre  | DMC/ADAC Sportwagen Festival       | Nürburgring                   | Nürburg          | Allemagne               |
| 8  | 19 septembre | 2 Heures 30 minutes de Magny-Cours | Circuit de Nevers Magny-Cours | Magny-Cours      | France                  |
| 9  | 18 novembre  | Festival of Motor Racing           | Circuit de Kyalami            | Johannesburg     | Afrique du Sud          |

## Résultats
Les vainqueurs du classement général de chaque manche sont inscrits en caractères gras.
| N° | Course      | Équipe victorieuse SR1               | Équipe victorieuse SR2                       | Résultats |
| N° | Course      | Pilotes victorieux SR1               | Pilotes victorieux SR2                       | Résultats |
| -- | ----------- | ------------------------------------ | -------------------------------------------- | --------- |
| 1  | Barcelona   | JB Giesse Team Ferrari               | Drapeau de la France                         | Résultats |
| 1  | Barcelona   | Emmanuel Collard Vincenzo Sospiri    | PiR Compétition Marc Rostan Martin Henderson | Résultats |
| 2  | Monza       | JB Giesse Team Ferrari               | Tampolli Engineering                         | Résultats |
| 2  | Monza       | Emmanuel Collard Vincenzo Sospiri    | Paolo Maccari Arturo Merzario                | Résultats |
| 3  | Spa         | JB Giesse Team Ferrari               | Tampolli Engineering                         | Résultats |
| 3  | Spa         | Mauro Baldi Laurent Redon            | Paolo Maccari Arturo Merzario                | Résultats |
| 4  | Pergusa     | BMS Scuderia Italia                  | Siliprandi Racing                            | Résultats |
| 4  | Pergusa     | Emanuele Moncini Christian Pescatori | Piergiuseppe Peroni Leonardo Maddalena       | Résultats |
| 5  | Donington   | DAMS Team                            | EBRT Schroder Motorsport                     | Résultats |
| 5  | Donington   | Jean-Marc Gounon Éric Bernard        | Martin Henderson Stephane van Dyck           | Résultats |
| 6  | Brno        | DAMS Team                            | PiR Compétition                              | Résultats |
| 6  | Brno        | Jean-Marc Gounon Christophe Tinseau  | Pierre Bruneau Marc Rostan                   | Résultats |
| 7  | Nürburgring | DAMS Team                            | Tampolli Engineering                         | Résultats |
| 7  | Nürburgring | Jean-Marc Gounon Éric Bernard        | Giovanna Amati Angelo Lancelotti             | Résultats |
| 8  | Magny-Cours | GLV Brums                            | Tampolli Engineering                         | Résultats |
| 8  | Magny-Cours | Giovanni Lavaggi Gastón Mazzacane    | Giovanna Amati Angelo Lancelotti             | Résultats |
| 9  | Kyalami     | DAMS Team                            | Redman Bright                                | Résultats |
| 9  | Kyalami     | Jean-Marc Gounon Éric Bernard        | Peter Owen Mark Smithson                     | Résultats |

## Classement saison 1999

### Attribution des points
| Points | 20 | 15 | 12 | 10 | 8 | 6 | 4 | 2 | 1 |

### Championnat des Équipes

#### Sports Racing World Cup
| Pos. | Équipe                     | Voiture                        | Moteur                                         | CAT | MON | SPA | PER | DON | BRN | NÜR | MAG | KYA | Total points |
| ---- | -------------------------- | ------------------------------ | ---------------------------------------------- | --- | --- | --- | --- | --- | --- | --- | --- | --- | ------------ |
| 1    | JB Giesse Team Ferrari     | Ferrari 333 SP                 | Ferrari F310E 4.0L V12                         | 20  | 20  | 20  | 12  | 12  | 15  | 12  |     | 10  | 121          |
| 2    | BMS Scuderia Italia        | Ferrari 333 SP                 | Ferrari F310E 4.0L V12                         | 15  |     | 10  | 20  | 8   | 12  | 15  | 12  | 15  | 107          |
| 3    | DAMS Team                  | Lola B98/10                    | Judd GV4 4.0L V10                              |     |     |     |     | 20  | 20  | 20  |     | 20  | 80           |
| 4    | Target 24                  | Riley & Scott Mk III           | Judd GV4 4.0L V10                              |     |     | 12  | 15  | 4   | 10  |     |     | 12  | 53           |
| 5    | GLV Brums                  | Ferrari 333 SP                 | Ferrari F310E 4.0L V12                         | 10  |     |     | 6   | 15  |     |     | 20  |     | 51           |
| 6    | Autosport Racing           | Ferrari 333 SP                 | Ferrari F310E 4.0L V12                         | 8   | 12  | 6   | 8   | 3   | 8   | 3   |     |     | 48           |
| 7    | Kremer Racing              | Kremer K8/2 Spyder Lola B98/10 | Porsche 3.0L Turbo Flat-6 Ford (Roush) 6.0L V8 | 4   |     |     |     | 1   | 2   |     | 15  | 4   | 26           |
| 8    | Cauduro Tampolli Team      | Tampolli SR2                   | Alfa Romeo 3.0L V6                             |     | 8   | 3   | 3   |     |     |     | 10  |     | 24           |
| 9    | Dutch National Racing Team | Ferrari 333 SP                 | Ferrari F310E 4.0L V12                         |     | 10  |     |     | 2   |     | 2   |     | 1   | 15           |
| 10   | Price+Bscher               | BMW V12 LM                     | BMW S70 6.0L V12                               |     |     |     |     |     |     | 10  |     |     | 10           |
| 11=  | Lucchini Engineering       | Lucchini SR2-99                | Alfa Romeo 3.0L V6                             |     |     |     |     |     |     |     | 8   |     | 8            |
| 11=  | PiR Compétition            | Debora LMP296                  | BMW 3.0L I6                                    | 2   |     | 2   |     |     | 4   |     |     |     | 8            |
| 13   | BRP Competition            | Kremer K8 Spyder               | Porsche 3.0L Turbo Flat-6                      | 3   | 4   |     |     |     |     |     |     |     | 7            |
| 14   | EBRT Schroder Motorsport   | Pilbeam (en) MP84              | Nissan (AER) VQL 3.0L V6                       |     |     |     |     |     |     |     | 6   |     | 6            |
| 15   | Siliprandi                 | Lucchini SR2-99                | Alfa Romeo 3.0L V6                             |     | 1   |     | 4   |     |     |     |     |     | 5            |
| 16=  | SCI                        | Lucchini SR1-98                | Ford Cosworth 3.6L V8                          |     |     |     |     |     |     |     | 4   |     | 4            |
| 16=  | Italtechnica               | Ferrari 333 SP                 | Ferrari F310E 4.0L V12                         |     |     |     |     |     |     | 4   |     |     | 4            |
| 16=  | RWS Motorsport             | Riley & Scott Mk III           | BMW 4.0L V8                                    |     |     | 4   |     |     |     |     |     |     | 4            |
| 16=  | G4 Team Gebhardt           | Gebhardt G4                    | Audi 2.1L Turbo I5                             |     |     |     |     |     |     | 1   |     | 3   | 4            |
| 20   | Mark Bailey Racing         | MBR 972                        | Rover 6R4 3.0L V6                              |     | 3   |     |     |     |     |     |     |     | 3            |
| 21=  | Scuderia Giudici           | Picchio MB1                    | BMW 3.0L I6                                    |     | 2   |     |     |     |     |     |     |     | 2            |
| 21=  | Redman Bright              | Pilbeam (en) MP84              | Nissan (AER) VQL 3.0L V6                       |     |     |     |     |     |     |     |     | 2   | 2            |
| 23   | Luigi Taverna              | Osella PA20                    | BMW 3.0L I6                                    | 1   |     |     |     |     |     |     |     |     | 1            |